# 大磯丘陵

大磯丘陵の位置

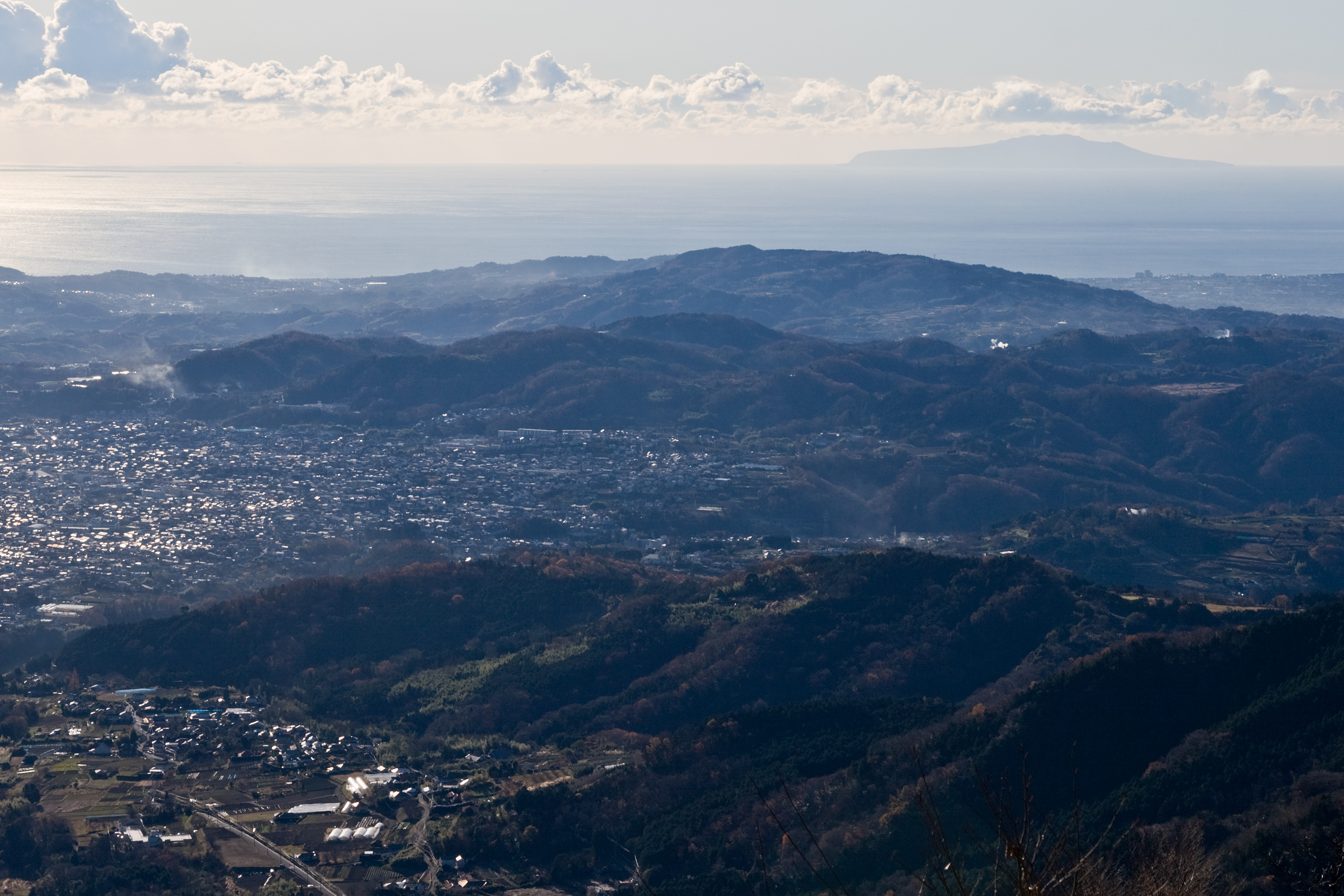
丹沢山地・櫟山より望む大磯丘陵と相模湾

大磯丘陵（おおいそきゅうりょう）は、神奈川県西南部、中郡大磯町を中心に平塚市西部、秦野市南部、中郡二宮町、足柄上郡中井町、小田原市東部などにかけて広がる丘陵地である。

## 概要
この丘陵は、北側は東西にのびる渋沢断層で秦野盆地と、西側は国府津 - 松田断層で酒匂川低地（足柄平野）と画され、東側は鷹取山、高麗山などで相模平野と接する隆起地塊である。地質的には大部分が新生代第四紀中期の砂・泥層と関東ローム層からなる。南東部に新第三紀末堆積の鷹取山層と大磯層、新第三紀中葉の高麗山層群が分布する。中井町北部から二宮町にかけては葛川や中村川により切り開かれた「谷戸」（やと）地形が見られる。
秦野市では大磯丘陵のうち秦野市内のエリアを指して渋沢丘陵という呼び方を使用している。また、大磯丘陵は古い資料では大磯地塊、地名（淘綾郡）から淘綾丘陵（淘綾地塊、餘綾丘陵、餘綾地塊）と呼んでいるものもある。

## 大磯丘陵内の主な緑地・公園・文教施設
- 土屋霊園（平塚市）
- 湘南平（高麗山公園）（平塚市/中郡大磯町 ※境界未定地）
- 神奈川県立大磯城山公園（中郡大磯町）
- 吾妻山公園（中郡二宮町）
- 震生湖公園（足柄上郡中井町、秦野市）
- 神奈川大学湘南ひらつかキャンパス（平塚市）（2023年3月閉鎖）

## 大磯丘陵を通る主な交通
- 東名高速道路
- 小田原厚木道路
- 東海道新幹線…路線の直進性を確保するため丘陵を貫く出縄・第1～3生沢・小原・第1～3根柄見・借宿・開戸・天神山・弁天山のトンネルがある
- 神奈川県道71号秦野二宮線
- 神奈川県道77号平塚松田線
  - 東海道本線、国道1号、西湘バイパスはこの丘陵の南側を通る。